# لوباردا
لوباردا هي قرية في البوسنة والهرسك، وهي تقع في بلدية بوزيم التابعة لكانتون يونا-سانا في اتحاد البوسنة والهرسك. طبقا لنتائج تعداد البوسنة عام 2013 فقد بلغ عدد سكانها 3,395 نسمة.
قبل الحرب في البوسنة والهرسك، كانت القرية جزءا من بلدية بوسانسكا كروبا وبعد الحرب في أعقاب اتفاقية دايتون عام 1995، أصبحت تابعة لبلدية بوزيم التي تم إنشاؤها حديثا، وتقع أيضا في اتحاد البوسنة والهرسك.

## التاريخ
يقع في القرية مسجد لوباردا القديم والذي بني في عام 1938 من الخشب، وفيها مقبرة قديمة، وهي مدرجة على قائمة الآثار الوطنية للبوسنة والهرسك.

## التركيبة السكانية

### التطور التاريخي للسكان
| 1961 | 1971 | 1981 | 1991 | 2013 |
| ---- | ---- | ---- | ---- | ---- |
| 2174 | 2377 | 2957 | 2944 | 3395 |